# X
Съгласната буква X е двадесет и четвъртата буква от латинската азбука. Среща се в някои от езиците, използващи латиницата — английски, немски и др. Има звукова стойност /ks/, /s/, /ʃ/, /z/ (/z/ - например в думата xenogamy /zi'nɔgəmi/) и др. На английски буквата x се произнася като /eks/ като самостоятелна буква. На кирилица буквата няма съответстваща буква, а звукът се предава чрез кс.